# Statief werkwoord
Een statief werkwoord beschrijft met betrekking tot het onderwerp iets onveranderlijks of permanents; met name een toestand, vorm van bestaan of eigenschap. Het duratieve karakter van het genoemde, voor zover hiervan überhaupt sprake kan zijn, wordt geheel buiten beschouwing gelaten. Er wordt dus niet ingegaan op een eventueel begin- of eindtijdstip.
Een statief werkwoord is het tegenovergestelde van een actief werkwoord. Koppelwerkwoorden zijn ook altijd statieve werkwoorden.
Enkele voorbeelden van statieve werkwoorden in het Nederlands zijn zijn, hebben (deze 2 kunnen soms ook als actieve werkwoorden dienstdoen), wonen, staan, liggen en geloven.